# Czernidłówka wełnistotrzonowa
Czernidłówka wełnistotrzonowa, czernidłak wełnistotrzonowy (Coprinopsis macrocephala (Berk.) Redhead, Vilgalys & Moncalvo) – gatunek grzybów należący do rodziny kruchaweczkowatych (Psathyrellaceae).

## Systematyka
Pozycja w klasyfikacji według Index Fungorum: Coprinopsis, Psathyrellaceae, Agaricales, Agaricomycetidae, Agaricomycetes, Agaricomycotina, Basidiomycota, Fungi.
Po raz pierwszy opisał go w 1836 r. Miles Joseph Berkeley, nadając mu nazwę Agaricus macrocephalus. W tym samym roku przeniósł go do rodzaju Coprinus. W wyniku badań filogenetycznych prowadzonych na przełomie XX i XXI wieku mykolodzy ustalili, że rodzaj Coprinus jest polifiletyczny i rozbili go na kilka rodzajów. Obecną, uznaną przez Index Fungorum nazwę nadali temu gatunkowi Redhead, Vilgalys i Moncalvo w 2001 r.
Synonimy:
- Agaricus macrocephalus Berk. 1836
- Coprinus macrocephalus Berk. 1860
- Coprinus macrocephalus var. perisporalis E. Ludw. 2007

Polską nazwę czernidłak wełnistotrzonowy zaproponował Władysław Wojewoda w 2003 r. dla synonimu Coprinus laanii. Po przeniesieniu do rodzaju Coprinellus nazwa ta stała się niespójna z obecną nazwą naukową. W 2025 r. Komisja ds. Polskiego Nazewnictwa Grzybów Polskiego Towarzystwa Mykologicznego zarekomendowała dla rodzaju Coprinopsis nazwę czernidłówka.

## Morfologia
Owocnik o wysokości 10–15 cm.
KapeluszWysokość 2,8–3,7 cm, szerokość 2–3 cm. Kształt młodych owocników elipsoidalny, potem owocniki rozszerzają się i stają się wypukłe, w końcu rozpostarte. Powierzchnia wilgotna, o barwie od zielonkawoszarej do czarnoszarej z brązowym wierzchołkiem. Zasnówka włoskowata i odpadająca, łuski białoszarawe. włókienkowate, u młodych owocników tworzące koncentryczne pierścienie pokrywające cały kapelusz. Łatwo ścierają się po dotknięciu. Kapelusz promieniście prążkowany, brzeg nieregularny. Skórka nie złuszcza się.
BlaszkiWolne, nierówne, stłoczone, wąskie (do 2 mm), rozpływające się w czasie dojrzewania, za młodu białe, w okresie dojrzałości czarne.
TrzonWysokość 9,8–14,5 cm, średnica 0,6–1 cm, cylindryczny, ku podstawie zwężający się, u podstawy ze zwężającą się nibybulwką, pusty. Powierzchnia biała, włóknista; nibybulwka biała o długości 1,3 cm. Pierścienia brak.
MiąższCienki, w czasie dojrzewania owocnika rozpływający się w czarną ciecz. Smak i zapach nie są charakterystyczne.
Cechy mikroskopoweBazydiospory 12–15,3 × 8,5–10 µm (Q = 1,47), elipsoidalne, z szerokimi, centralnymi porami rostkowymi, grubościenne, ciemno czerwono-brązowe. Podstawki zróżnicowane morfologicznie. Krótsze o wielkości 17–22 × 13,6–16 µm są maczugowate, większe o wymiarach 29–36 × 12,7–15,3 µm są wydłużone. Wszystkie 4-zarodnikowe, cienkościenne, szkliste otoczone nibywstawkami o długości 2,5–3,4 µm. Krawędzie blaszek sterylne. Cheilocystydy 34–60 × 16–29 µm, elipsoidalne do nabrzmiałych, maczugowatych, cienkościenne, szkliste. Pleurocystydy 49–102 × 22–42,5 µm, nabrzmiałe, maczugowate, cienkościenne, szkliste. Skórka zbudowana ze strzępek tworzących długie łańcuchy na całej powierzchni. Strzępki budujące zasnówkę nierozgałęzione, cylindryczne do elipsoidalnych, septowane, niektóre ze sprzążkami na septach, cienkościenne, ziarniste z brązowymi inkrustacjami, o szerokości 8,5–15,3 µm. Miąższ złożony z promieniście przeplatanych cienkościennych strzępek o szerokości 10–22 µm. Strzępki miąższu trzonu splątane podłużnie, cienkościenne, szkliste o szerokości 7–18,7 µm. Na wszystkich strzępkach sprzążki.

## Występowanie
W. Wojewoda w 2003 r. w swoim opracowaniu podaje 5 stanowisk Coprinopsis macrocephala na terenie Polski. Nowsze stanowiska podaje internetowy atlas grzybów. Jest w nim zaliczony do gatunków zagrożonych i wartych objęcia ochroną.
Saprotrof. Rozwija się na łajnie zmieszanym ze słomą, na odpadach organicznych, zgniłych odpadach warzywnych, stertach gnijącej słomy, a nawet na czystym łajnie bydlęcym i końskim.